# نبرد عنتاب
نبرد عنتاب (انگلیسی: Battle of Aintab) در اوت ۱۱۵۰، نبردی بود میان نیروهای صلیبی به رهبری بالدوین سوم پادشاه اورشلیم و نیروهای زنگیان به رهبری نورالدین زنگی که نیروهای صلیبی موفق شدند حمله و یورش نورالدین را دفع کنند. این نبرد هم پیروزی تاکتیکی و هم شکست استراتژیک برای صلیبیون به شمار می‌رود.